# جرژانژنو ماوه
جرژانژنو ماوه (به لهستانی:  Dzierżążno Małe) یک روستا در لهستان است که در گمینا ویلنگ واقع شده‌است. جرژانژنو ماوه ۱۶۰ نفر جمعیت دارد.